# Rhopaloblaste
Genre
Classification phylogénétique
Espèces de rang inférieur
- Rhopaloblaste augusta
- Rhopaloblaste ceramica
- Rhopaloblaste elegans
- Rhopaloblaste gideonii
- Rhopaloblaste ledermanniana
- Rhopaloblaste singaporensis

Rhopaloblaste est un genre de la famille des Arecaceae (Palmiers) comportant des espèces originaires des îles Nicobar dans l'est de l'océan Indien jusqu'à la Nouvelle-Guinée occidentale.
Synonyme : Ptychoraphis Becc.

## Classification
- Famille des Arecaceae
  - Sous-famille des Arecoideae
    - Tribu des Areceae

## Espèces
- Rhopaloblaste augusta (Kurz) H.E.Moore, Principes 14: 79 (1970).
- Rhopaloblaste ceramica (Miq.) Burret, Repert. Spec. Nov. Regni Veg. 24: 288 (1928).
- Rhopaloblaste elegans H.E.Moore, Principes 11: 94 (1966).
- Rhopaloblaste gideonii Banka, Kew Bull. 59: 56 (2004).
- Rhopaloblaste ledermanniana Becc., Bot. Jahrb. Syst. 58: 451 (1923).
- Rhopaloblaste singaporensis (Becc.) Hook.f. in G.Bentham & J.D.Hooker, Gen. Pl. 3: 892 (1883).